# Clive Dunfee
Pas d'image ? Cliquez ici

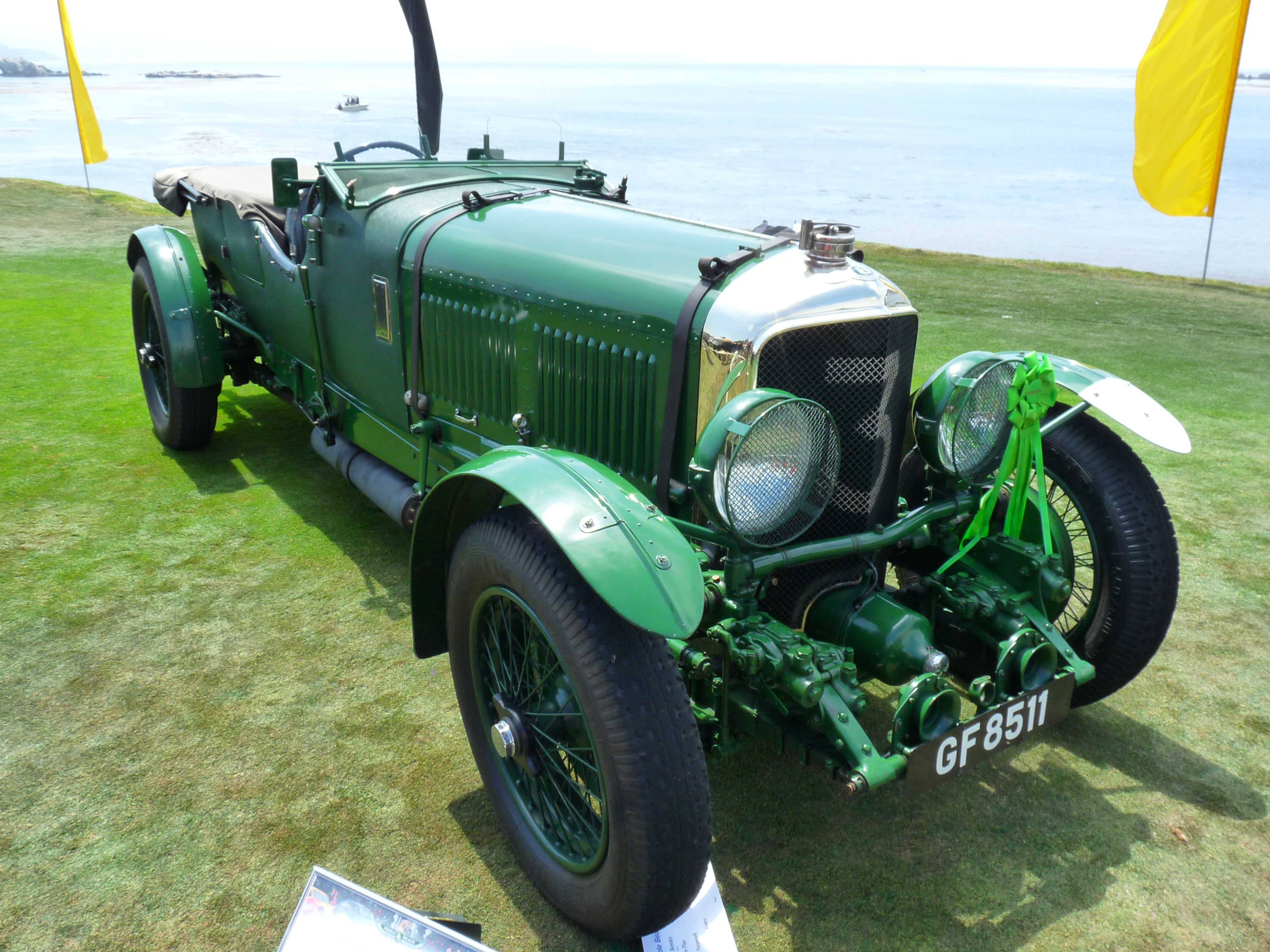
La Bentley Speed Six dite "Old Number 3" de Clive Dunfee et Sammy Davis, qui abandonna aux 24 Heures du Mans 1930.

Beresford Clive Dunfee était un pilote automobile anglais, né en 1904 et décédé le 24 septembre 1932 dans un accident au circuit de Brooklands. Il était l'un des Bentley Boys pendant les années 1930.
Clive Dunfee était le troisième des quatre fils du colonel Vickers Dunfee et le frère cadet de Jack Dunfee, lui aussi pilote automobile. Il a participé aux 24 Heures du Mans 1930 et dans la même année, il épousa l'actrice britannique Jane Baxter.

## Biographie
Sa carrière en sport automobile s'étala entre 1927 (500 miles de Brooklands avec G. K. Clowes sur Salmson GS) et 1932 (même épreuve, avec son frère Jack).
Il termina deuxième de la compétition en 1929, avec Sammy Davis sur Bentley Speed Six. Sept mois plus tard avec le même véhicule, il termine encore deuxième à Brooklands, cette fois lors de l'épreuve d'endurance de 2x12 Heures, avec W.O. Bentley en personne.
Son unique apparition aux 24 Heures du Mans fut en 1930 (abandon avec S. Davis, pour Bentley).
En 1931, lui et Cyril Paul (de) (seule apparition avec la marque) remportèrent les 500 Miles de Brooklands, avec la Speed Six.
En 1932, les frères Dunfee participèrent aux 500 miles de Brooklands au volant d'une Bentley Speed Six équipée d'un nouveau moteur 8 litres. Après le premier relais, Jack Dunfee était en quatrième position lorsqu'il s'arrêta aux stands. Clive prit le relais et après avoir dépassé la Bugatti de Francis Curzon, percuta un arbre. Il fut éjecté de la voiture et mourut sur le coup,. Sa femme était présente au moment de l'accident.